# Hem (Nord)
Hem – miejscowość i gmina we Francji, w regionie Hauts-de-France, w departamencie Nord.
Według danych na rok 1990 gminę zamieszkiwało 20 200 osób, a gęstość zaludnienia wynosiła 2093 osób/km² (wśród 1549 gmin regionu Nord-Pas-de-Calais Hem plasuje się na 31. miejscu pod względem liczby ludności, natomiast pod względem powierzchni na miejscu 343.).